# Aaliyah
Aaliyah Dana Haughton (New York, 16 januari 1979 – Marsh Harbour, 25 augustus 2001) was een Amerikaanse r&b-zangeres.

## Biografie
Aaliyah werd geboren in het New Yorkse stadsdeel Brooklyn en groeide op in Detroit, Michigan. In 1994 verscheen haar debuutalbum Age Ain't Nothing But a Number. Dit album bereikte in Amerika de platina status en Aaliyah had verschillende hits. Back & Forth en At Your Best (You Are Love) bereikten de top van de Amerikaanse r&b-hitlijsten. Omdat Aaliyah niet wilde dat er te veel nadruk op haar leeftijd werd gelegd, hield ze deze toentertijd geheim.
In 1994 huwde ze, op 15-jarige leeftijd, R. Kelly, de producent van haar debuutalbum. Volgens Vibe Magazine, dat een kopie van het huwelijkscertificaat afdrukte, had Aaliyah zich voorgedaan als 18-jarige. Toen het huwelijk uitlekte, ging het stel snel uit elkaar. Aaliyah verbrak alle banden verder met hem en Kelly bemoeide zich verder niet meer met de carrière van haar.
In 1996 kwam het tweede album van Aaliyah uit, One in a Million. Dit album was geproduceerd door de toen nog onbekende Missy Elliott en Timbaland (Tim Mosley). De eerste single If Your Girl Only Knew werd een nummer 1-hit in Amerika en ook de singles One in a Million en 4 Page Letter deden het goed. Met The One I Gave My Heart To had Aaliyah een grote hit en viel ze ook weer buiten Amerika op.
In 1998 brak Aaliyah door in Nederland, toen de single Are You That Somebody? (afkomstig van de soundtrack van de film Dr. Doolittle) een grote hit werd. Deze behaalde in Nederland de top drie.
In 2000 speelde ze in de film Romeo Must Die met Jet Li. Aaliyah verzorgde ook de soundtrack van de film, waaronder de singles Come Back in One Piece (een duet met DMX) en Try Again, de eerste single in de geschiedenis van de Amerikaanse hitparade die een nummer 1-positie volledig te danken had aan airplay. (In de Verenigde Staten werd de single niet los verkocht.) Het werd haar tweede top 3-hit in Nederland.
Aaliyah bracht in 2001 haar album Aaliyah uit. De eerste single We Need a Resolution werd geen groot succes, maar het album verkocht uitstekend. Het grootste deel van het album was opgenomen terwijl Aaliyah in Australië bezig was met de opnamen van de film Queen of the Damned. In deze horrorfilm speelde zij de rol van Queen Akasha. Ze overleed voordat de film klaar was. De producenten vroegen haar broer Rashad Haughton om haar stem te dubben, vanwege de overeenkomst in hun stemgeluid. Om zijn stem meer vrouwelijk te laten lijken, werden computertechnieken gebruikt.
Na de opnames voor de videoclip Rock the Boat stortte het vliegtuigje waarin Aaliyah de Bahama's wilde verlaten neer. De zangeres overleed ter plekke op 22-jarige leeftijd. Fans, collega's en muziekliefhebbers reageerden geschokt. Het album Aaliyah bereikte postuum de nummer 1-positie in Amerika en de single More Than a Woman werd postuum een nummer 1-hit in Engeland.
Eind 2002 kwam I Care 4 U uit, een album met Aaliyahs grootste hits en niet eerder uitgebrachte nummers. Voor de single Miss You namen Aaliyahs vrienden en familie een videoclip op. Onder anderen Missy Elliott, Lil' Kim, DMX en Toni Braxton zijn in de clip te zien terwijl ze het nummer playbacken. Miss You werd een grote hit.
In 2003 verscheen Don't Know What to Tell Ya. In Amerika had ze datzelfde jaar succes met Come Over en lekten er allerlei niet eerder uitgebrachte nummers uit, zoals Aaliyahs cover van Lisa Stansfields Been Around the World. Het nummer is geproduceerd door Missy Elliott en heeft de titel Where Could He Be.
We Need a Resolution was de laatste single van Aaliyah die tijdens haar leven uitkwam.

## Overlijden
In augustus 2001 zou Aaliyah in Florida een videoclip opnemen voor de single Rock the Boat, maar vanwege het slechte weer besloot de regisseur de videoclip op de Bahama's op te nemen. Na afloop van de opnamen stapte Aaliyah in een klein vliegtuig dat haar naar Miami had moeten brengen. De Cessna 402 stortte echter kort na het opstijgen aan het eind van de startbaan neer. Aaliyah en een aantal van haar collega's waren op slag dood. Haar lijfwacht werd nog snel naar het ziekenhuis gebracht, maar overleed de volgende ochtend. Ook de piloot overleefde het ongeluk niet.
Na een onderzoek dat ruim een jaar duurde bleek dat de piloot die het vliegtuig bestuurde niet de toestemming en de opleiding had om dit type vliegtuig te besturen. Ook bleek dat de piloot op het moment van het ongeluk alcohol en drugs in zijn lichaam had. Bovendien was het toestel niet geschikt om negen personen te vervoeren en kon het niet vliegen met het gewicht van de bagage die het toestel op dat moment droeg.
Aaliyahs onverwachte overlijden had een groot effect op haar familie, haar vrienden (onder wie Timbaland en Missy Elliott) en de muziekindustrie. Alom werd Aaliyah geprezen vanwege haar talent. De single Rock the Boat werd een postume hit. In 2002 werd een herdenkingssingle, Miss You, opgenomen door onder anderen Missy Elliott, Lil' Kim, Toni Braxton en DMX. Het was de bedoeling dat Aaliyah de echtgenote van Harold Perrineau zou spelen in de twee opvolgers van The Matrix. Haar rol werd overgenomen door Nona Gaye.
Ook zou ze de hoofdrol vertolken in (het uiteindelijk door Salim Akil geregisseerde) Sparkle. Deze film zou pas in 2012 verschijnen, met Whitney Houston in de hoofdrol.
Aaliyah ligt begraven op de begraafplaats Ferncliff in Hartsdale, nabij New York.
Op 5 augustus 2012 werd op YouTube een nieuwe single met de overleden zangeres gepubliceerd. In Enough Said zingt Aaliyah samen met rapper Drake.

## Discografie

### Albums
| Album met eventuele hitnotering(en) in de Nederlandse Album Top 100 | Datum van verschijnen | Datum van binnenkomst | Hoogste positie | Aantal weken | Opmerkingen |
| ------------------------------------------------------------------- | --------------------- | --------------------- | --------------- | ------------ | ----------- |
| Age Ain't Nothing but a Number                                      | 1994                  | 16-07-1994            | 44              | 6            |             |
| One in a Million                                                    | 1996                  | 14-09-1996            | 62              | 5            |             |
| Aaliyah                                                             | 2001                  | 28-07-2001            | 9               | 46           |             |
| I Care 4 U                                                          | 2003                  | 22-02-2003            | 10              | 15           | verzamel    |
| Greatest Hits                                                       | 2003                  | -                     | -               | -            | verzamel    |
| Special Fan Box                                                     | 2004                  | -                     | -               | -            | verzamel    |
| Special Edition: Rare Tracks & Visuals                              | 2005                  | -                     | -               | -            | verzamel    |
| Ultimate Aaliyah                                                    | 2005                  | -                     | -               | -            | verzamel    |
| Dedication                                                          | 2008                  | -                     | -               | -            | verzamel    |

### Singles
| Single met eventuele hitnotering(en) in de Nederlandse Top 40 | Datum van verschijnen | Datum van binnenkomst | Hoogste positie | Aantal weken | Opmerkingen                                              |
| ------------------------------------------------------------- | --------------------- | --------------------- | --------------- | ------------ | -------------------------------------------------------- |
| Back & Forth                                                  | 1994                  | -                     | -               | -            | Nr. 38 in de Single Top 100                              |
| At Your Best (You Are Love)                                   | 1994                  | 08-10-1994            | tip10           | -            | Nr. 40 in de Single Top 100                              |
| The One I Gave My Heart To                                    | 1998                  | 17-01-1998            | tip16           | -            | Nr. 74 in de Single Top 100                              |
| Are You That Somebody?                                        | 1998                  | 31-10-1998            | 3               | 15           | Nr. 3 in de Single Top 100                               |
| Try Again                                                     | 2000                  | 20-05-2000            | 3               | 14           | met Timbaland / alarmschijf / Nr. 3 in de Single Top 100 |
| Come Back in One Piece                                        | 2000                  | 09-12-2000            | tip4            | -            | met DMX / Nr. 59 in de Single Top 100                    |
| We Need a Resolution                                          | 2001                  | 21-07-2001            | tip2            | -            | met Timbaland / Nr. 37 in de Single Top 100              |
| More Than a Woman                                             | 2001                  | 24-11-2001            | 29              | 5            | Nr. 38 in de Single Top 100                              |
| Rock the Boat                                                 | 2002                  | 16-03-2002            | 9               | 16           | Alarmschijf / Nr. 12 in de Single Top 100                |
| Miss You                                                      | 2003                  | 01-03-2003            | 25              | 6            | Alarmschijf / Nr. 14 in de Single Top 100                |
| Don't Know What to Tell Ya                                    | 2003                  | 24-05-2003            | tip7            | -            | Nr. 57 in de Single Top 100                              |
| Enough Said                                                   | 2012                  | -                     | -               | -            | met Drake Nr. 12 in de Urban Top 100 Chart               |
| Don't Think They Know                                         | 2013                  | -                     | -               | -            | met Chris Brown                                          |
| Poison                                                        | 2021                  | -                     | -               | -            | met the Weeknd                                           |

| Single met hitnotering(en) in de Vlaamse Ultratop 50 | Datum van verschijnen | Datum van binnenkomst | Hoogste positie | Aantal weken | Opmerkingen   |
| ---------------------------------------------------- | --------------------- | --------------------- | --------------- | ------------ | ------------- |
| Are You That Somebody?                               | 1998                  | 30-01-1999            | 42              | 5            |               |
| Try Again                                            | 2000                  | 10-06-2000            | 6               | 16           | met Timbaland |
| We Need a Resolution                                 | 2001                  | 29-09-2001            | 47              | 3            | met Timbaland |
| More Than a Woman                                    | 2001                  | 03-11-2001            | tip10           | -            |               |
| Rock the Boat                                        | 2001                  | 13-04-2002            | 43              | 3            |               |
| Miss You                                             | 2002                  | 15-03-2003            | 43              | 1            |               |

## Prijzen
- MTV Video Music Awards
  - 2000, Best Female Video: "Try Again"
  - 2000, Best Video From a Film: "Try Again"

- MOBO Awards
  - 2002, Best Video: "More Than a Woman"

- Image Awards
  - 2002, Outstanding Female Artist

- Lady of Soul Awards
  - 2002, Best R&B/Soul Solo Single: "Rock the Boat"
  - 2002, Best R&B/Soul or Rap Song of the Year: "Rock the Boat"

- American Music Awards
  - 2002, Favorite Female R&B Artist
  - 2002, Favorite R&B/Soul Album: Aaliyah
  - 2003, Favorite Female R&B Artist

## Filmografie

### Videoclips
- 1994 - Back & Forth (ft. R. Kelly) • At Your Best (You Are Love) • Age Ain't Nothing But a Number
- 1995 - Down with the Clique (ft. R. Kelly) • The Thing I Like (ft. R. Kelly)
- 1996 - If Your Girl Only Knew • One in a Million • Got to Give It Up (ft. Slick Rick & Marvin Gaye (archiefbeeld))
- 1997 - One in a Million (Remix) (ft. Ginuwine, Timbaland en Missy Elliott) • 4 Page Letter • Hot Like Fire (Timbaland's Groove Mix, ft. Timbaland en Missy Elliott) • The One I Gave My Heart To
- 1998 - Journey to the Past • Are You That Somebody? (ft. Timbaland)
- 2000 - Try Again (ft. Timbaland & Jet Li) • Come Back in One Piece (ft. DMX)
- 2001 - We Need a Resolution (ft. Timbaland) • More Than a Woman • Rock the Boat {laatste clip voor Aaliyahs dood}
- 2002 - I Care 4 U • Miss You {postume releases}
- 2003 - Don't Know What to Tell Ya {postume release}
- 2012 - Enough Said (ft. Drake) {postume release}

## Verder lezen
- Christopher John Farley - Aaliyah: More Than a Woman (2002, MTV Books).
- Tim Footman - Aaliyah (2003, Plexus Publishing) ISBN 0859653277.
- Kelly Kenyatta - Aaliyah: An R&B Princess in Words and Pictures (2003, Busta Books).
- Kathy Iandoli - Baby Girl: Better Known as Aaliyah (2021, Atria Books) ISBN 1982156848.